# Don Putman
James Donald Putman, detto Don (Wray, 13 novembre 1922 – 29 giugno 2006), è stato un cestista statunitense, professionista nella BAA e nella NBA.